# Лохвицький спиртовий завод
Лохвицький спиртзавод  — підприємство харчової промисловості у місті Заводське Лохвицького району Полтавської області. Гігант, який комплексно переробляв цукровмісну мелясу на спирт, дріжджі, діоксид вуглецю.

## Історія

### 1932—1991 роки
Будівництво спиртового заводу розпочалося у 1932 році у відповідності з другим п'ятирічним планом СРСР, у 1934 році він був введений в експлуатацію. 1937 року — перетворений у спиртовий комбінат.
Під час Другої світової війни комбінат серйозно постраждав під час бойових дій німецької окупації. У 1944—1949 роках завод був відновлений і знову запрацював. Надалі, підприємство було розширене, а більшість виробничих процесів було механізоване.
На початку 1981 року, комбінат входив у число найбільших підприємств спиртової промисловості СРСР і був єдиним підприємством у СРСР, що виготовляв ацидин. Головною продукцією комбінату був етиловий спирт, також комбінат виготовляв пекарські дріжджі, зріджений двоокис вуглецю, глутамінову кислоту та упарену барду.
У радянські часи комбінат входив у число найбільших промислових підприємств міста, на балансі перебували об'єкти соціальної інфраструктури та будинки.

### Після 1991 року
Після проголошення незалежності України спирткомбінат став найбільшим підприємством спиртової промисловості на теренах України.
У березні 1995 року Верховна Рада України внесла комбінат у перелік підприємств, приватизація яких заборонена у зв'язку з їхнім державним значенням.
Після створення, у червні 1996 року, державного концерну спиртової та лікеро-горілчаної промисловості «Укрспирт», комбінат був переданий у ведення концерну «Укрспирт».
У січні 2000 року Кабінет міністрів України дозволив заводу виробництво компонентів для моторного палива, у липні 2000 року була затверджена державна програма «Этанол», котра передбачала розширення використання етилового спирту як енергоносія, разом з іншими державними спиртзаводами комбінат був включений у перелік виконавців цієї програми.
2005 року керування комбінату ухвалило рішення про скорочення невиробничих видатків, питання опалення та електропостачання житлового фонду були передані міським комунальним підприємствам.
14 січня 2007 року у зв'язку зі скороченням державного замовлення на спирт, комбінат тимчасово зупинив виробництво. У 2008 році економічна криза погіршила положення підприємства. У лютому 2009 року комбінат почав промислове виробництво компонента моторного палива КМТА для бензину «Біо-100» в обсязі 10 тис. декалітрів (що забезпечувало можливість виробництва 80 тонн бензину «Біо-100») на добу, але стан підприємства лишився складним.
У липні 2010 року державний концерн «Укрспирт» був переданий до державного підприємства «Укрспирт», комбінат лишився у веденні ГП «Укрспирт».
Наприкінці 2010 року комбінат став банкрутом і одним з найбільших боржників із заробітної платні серед підприємств Полтавської області.